# Ned Maddrell
 (signalé en juin 2025).
Si vous disposez d'ouvrages ou d'articles de référence ou si vous connaissez des sites web de qualité traitant du thème abordé ici, merci de compléter l'article en donnant les références utiles à sa vérifiabilité et en les liant à la section « Notes et références ».
- Archive Wikiwix
- Bing
- Cairn
- DuckDuckGo
- E. Universalis
- Gallica
- Google
- G. Books
- G. News
- G. Scholar
- Persée
- Qwant
- (zh) Baidu
- (ru) Yandex
- (wd) trouver des œuvres sur Wikidata

Edward Maddrell, dit Ned Maddrell, né le 20 août 1877 à Cregneash (Île de Man) et mort le 27 décembre 1974 à Douglas (Île de Man), est un pêcheur britannique. 
Il vit sur l'Île de Man et c'est le dernier locuteur ayant le mannois comme langue maternelle. Néanmoins, de nouveaux locuteurs maternels sont réapparus dès sa mort.
Depuis la mort de Mme Sage Kinvig (c. 1870–1962), Maddrell était la seule personne qui avait parlé mannois dès son enfance, tandis que les autres le parlaient comme deuxième langue. 
Maddrell fut élevé dans le village de Cregneash, où tout le monde parlait mannois (le mannois n'était pas parlé dans les villes). Il part en mer à l'âge de 13 ans, où il a pu garder « vivante » sa langue en parlant avec des matelots gaélophones.
Contrairement aux autres derniers mannophones, Maddrell se réjouissait de sa gloire et était actif dans l'apprentissage du mannois aux intéressés, tels que Leslie Quirk et Brian Stowell. Lorsque le taoiseach irlandais Éamon de Valera visita l'île, il demanda à rencontrer personnellement Maddrell, celui-ci ayant publiquement reproché aux gouvernements britannique et mannois leur inaction dans le domaine linguistique.